# Денежная реформа Кырыма Герая

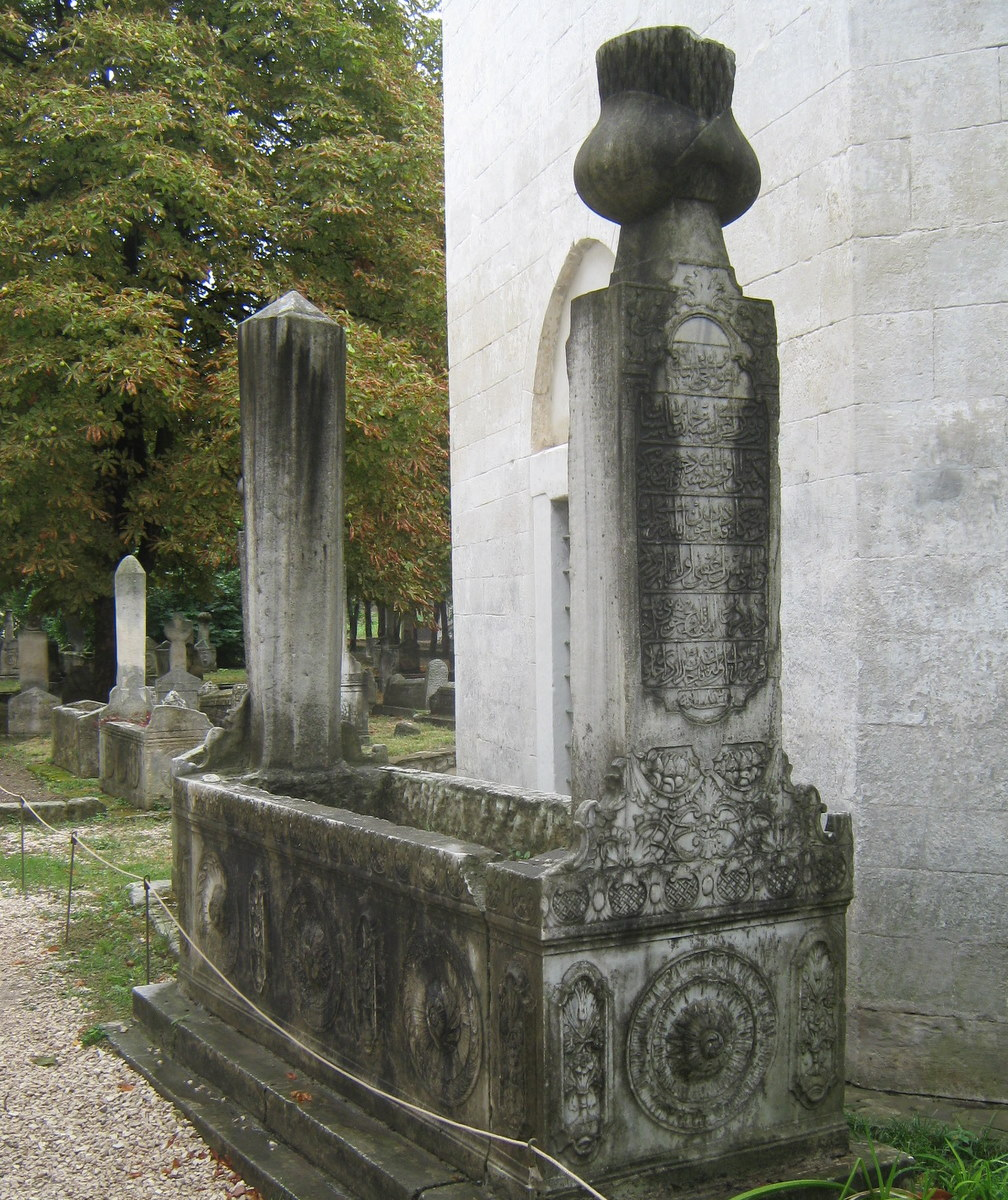
Могила Кырыма Герая на ханском кладбище в Бахчисарае

Денежная реформа Кырыма Герая — денежная реформа в Крымском ханстве, проведённая Кырым Гераем (годы правления 1758—1764 и 1768—1769) во время первого периода правления в 1758 году (1172 год по Хиджре). Целью реформы было приближение содержания серебра к тождественным монетам Османской империи.

## Причины реформы
На начало правления Кырыма Герая монетное дело ханства, как и вся его экономика находилась в глубоком упадке. Монетная система была представлена двумя номиналами: акче и бешликом (5 акче), которые изготавливались из низкопробного серебра. Причем, чеканка акче предшественниками Кырыма ( Арсланом и Халимом ) была очень ограниченной и носила чисто символический характер. В этот период монеты Крымского ханства были предметом тотального контрабанды в Османской империи. Ведь по своим размерам и номиналами они совпадали с османским, а по чистоте серебра им очень уступали. Это негативно влияло на финансовую систему Крымского ханства, поскольку требовало постоянной чеканки новых монет для нормализации денежной массы в обращении. Несмотря на его вассальную зависимость от Османской империи без формального включения в её состав, их экономики были взаимосвязаны. Важную роль в экономике ханства играл курс обмена местных монет на османские. Непосредственно перед правлением Кырыма во времена Арслана и Халима курс был таким:
| Крымcкие монеты                                                                  | Османские монеты |
| -------------------------------------------------------------------------------- | ---------------- |
| 1 акче (фактическая масса 0,16-0,3 г. монет Арслана / Халима (1748-1758 гг. )    | 0,2 акче         |
| 1 бешлик (фактическая масса 0,43-0,74 г. монет Арслана / Халима (1748-1758 гг. ) | 1 акче           |
| 1 куруш (как денежно-счетная единица)                                            | 1/6 куруша       |

## Сворачивание реформы
Основным препятствием для реформы явилось отсутствие источников серебра в Крымском ханстве (рудники отсутствовали, а захват и продажа невольников в XVIII веке снизились). Кырым Герай приказал произвести геологические разведки в Крымских и Кавказских горах с целью поиска полезных ископаемых и драгоценных металлов. Однако в пределах влияния Крымского ханства таковых не оказалось.  После отстранения Кырым Герая от власти инициированная ханом денежная реформа была свернута его преемниками.